# Вайхерінг
Вайхерінг (нім. Weichering) — громада в Німеччині, розташована в землі Баварія. Підпорядковується адміністративному округу Верхня Баварія. Входить до складу району Нойбург-Шробенгаузен.
Площа — 24,60 км2. Населення становить 2436 ос. (станом на 31 грудня 2020).